# Ella Ø
Ella Ø (deutsch Ella-Insel) ist eine grönländische Insel im Nordost-Grönland-Nationalpark.

## Geographie
Die Insel liegt im inneren Teil des Kong Oscar Fjords. Vom grönländischen Festland ist sie durch schmale Meerengen getrennt: im Südwesten durch den Narhvalsund von Lyell Land und im Nordwesten durch den Kempe Fjord von Suess Land. Der Nordspitze von Ella Ø sind die kleineren Inseln Maria Ø und Ruth Ø vorgelagert. Im Osten liegen voneinander getrennt durch den Vega Sund die großen Inseln Traill Ø und Geographical Society Ø. Ella Ø hat etwa die Form eines Dreiecks. Die drei „Ecken“ bilden Bastionpynt im Südwesten, Kap Elisabeth im Nordosten und Kap Harry im Südosten. Die höchste Erhebung ist Bastionen mit 1367 m. Ihre Westflanke fällt 1200 m fast senkrecht ins Meer ab. An der von Kap Oswald geschützten Solitærbugt im Nordwesten und an der Ostküste gibt es aber auch flache Bereiche. Ihre größte Ausdehnung erreicht die Insel zwischen Bastionpynt und Kap Elisabeth mit 19,5 km. Ihre Fläche wird mit 132,4 km² bzw. 143,6 km² angegeben.

## Geologie
Ella Ø besteht aus kaledonisch gefalteten Sedimenten aus dem Kambrium und Ordovizium, die von Ablagerungen aus dem mittleren Devon überlagert sind. Nach ihr ist die Ella-Island-Formation aus dem frühen Kambrium benannt, die hier eine etwa 80 m mächtige Sequenz aus grobkörnigem Kalkstein mit Schieferanteilen bildet.

## Geschichte
Drei archäologische Fundstellen zeigen eine frühe Besiedelung der Insel durch die Thule-Kultur auf. Vor allem am Kap Harry wurden unter anderem 13 Hausruinen gefunden.
Die Insel wurde 1899 von einer Expedition des schwedischen Polarforschers Alfred Gabriel Nathorst entdeckt und von diesem nach seiner Frau Amy Rafaela (Ella) Windahl (1858–1936) benannt. Den nahen Inseln Maria Ø und Ruth Ø gab er die Namen seiner Töchter. Nathorst fand hier – erstmals in Ostgrönland – Fossilien aus dem Kambrium.[Beleg?]
1931 errichteten die Teilnehmer einer drei Jahre dauernden Expedition unter Leitung des dänischen Geologen Lauge Koch an der Solitærbugt an der Nordwestküste der Ella-Insel eine ihrer zwei Überwinterungsstationen. Diese blieb bis in die 1950er Jahre die wichtigste Station für wissenschaftliche Arbeiten in Ostgrönland. 1933 überflog Charles Lindbergh Grönland und landete am 4. August auf Ella Ø. Im Zweiten Weltkrieg war die Forschungsstation ein Stützpunkt der Schlittenpatrouille Nordostgrönland (dän. Nordøstgrønlands Slædepatrulje) der dänischen Streitkräfte und wurde von der United States Army als Militärbasis Bluie East Four genutzt. Von 1947 bis 1954 war die Station permanent von den Teilnehmern an Kochs jährlichen Expeditionen bewohnt. 1950–1951 hatte die Schlittenpatrouille hier ihr Hauptquartier, bevor es nach Daneborg verlegt wurde. Die Station wird aber bis heute von der Sirius-Patrouille genutzt und seit 2003 auch von Nanok, einer Organisation, die sich um die Erhaltung der Jagdhütten in Ostgrönland kümmert.
Am 16. September 2023 wurde die zu diesem Zeitpunkt schon für den Winter verlassene Station von einem Mega-Tsunami getroffen, den ein Felssturz im Dickson Fjord ausgelöst hatte. Die Welle reichte bis 50 Meter landein und zerstörte die Station weitgehend.

## Der Ella-Island-Meteorit
Im August 1971 fand der US-amerikanische Geologe Keene Swett auf der Ella-Insel den einzigen bekannten Meteoriten Ostgrönlands. Es handelt sich um einen L6-Chondriten, dessen zehn gefundene Fragmente zusammen eine Masse von 7,5 kg besitzen. Er besteht hauptsächlich aus Olivin und Ca-Pyroxen und besitzt eine Dichte von 3,53 g/cm³.